# Prospero (måne)
Prospero är en relativt liten retrograd irreguljär måne till Uranus som upptäcktes den 18 juli 1999 av astrofysikern Matthew J. Holman och hans team. Den fick den tillfälliga beteckningen S/1999 U 3, och är också betecknad Uranus XVIII. Den är uppkallad efter trollkarlen Prospero i William Shakespeares pjäs Stormen.
Banparametrarna antyder att den kan tillhöra samma dynamiska kluster som Sycorax och Setebos, vilket i sin tur antyder ett gemensamt ursprung. Förslaget verkar dock inte stödas av de observerade färgerna. Månen förefaller vara neutral (grå) (färgindex BV = 0,8, RV = 0,39), vilket liknar Setebos men skiljer sig från Sycorax (som är ljusröd).